# ラグビーカザフスタン代表
ラグビーカザフスタン代表（カザフ語: Қазақстан ұлттық регби құрамасы）は、カザフスタンラグビー協会によるラグビーユニオンのナショナルチームである。

## 概要
ソ連から独立した1994年に結成。最初のテストマッチは3月4日のグルジア戦。
21世紀に入るとぐんぐんと実力を身に付ける。2007年には1年で5勝を挙げてIRBランキングを14ランク上昇させて32位まで付けた。
その後、2008年よりアジア5カ国対抗に参加。2009年には準優勝となった。2010年も準優勝し、ラグビーワールドカップ2011の敗者復活予選の出場権を得たが、ウルグアイに敗れ、本大会出場はならなかった。